# Gualöv
Gualöv is een plaats in de gemeente Bromölla in het Zweedse landschap Skåne en de provincie Skåne län. De plaats heeft 539 inwoners (2005) en een oppervlakte van 72 hectare. De plaats ligt vlak aan het meer Ivösjön en de Europese weg 22 loopt net ten zuiden van het dorp. De overige directe omgeving van de plaats bestaat uit zowel landbouwgrond als bos. In de plaats ligt de kerk Gualövs kyrka, de oudste delen van deze kerk stammen uit de 12de eeuw.